# Aghbalou (Algeria)
Aghbalou (în arabă أغبالو) este o comună din provincia Bouira, Algeria.
Populația comunei este de 19.517 locuitori (2008).